# Acidose respiratória
Acidose respiratória é uma acidose (diminuição anormal do pH sanguíneo) devido à ventilação diminuída dos alvéolos pulmonares, levando a uma concentração aumentada de dióxido de carbono arterial (PaCO2).
A acidose respiratória é um transtorno clínico causado pela hipoventilação.

## Tipos de acidose respiratória
A acidose respiratória pode ser aguda ou crônica
- Na acidose respiratória aguda, o PaCO2 está elevado acima do limite superior  (acima de 6,3 kPa ou 47 mm Hg) com acidemia (pH <7,35).
- Na acidose respiratória crônica, o PaCO2 está elevada acima do limite superior, com um pH sanguíneo normal (7,35 a 7,45) ou pH próximo ao normal secundário à compensação renal e um bicarbonato sérico elevado (HCO3− >30 mm Hg).

## Causas

### Aguda
A acidose respiratória aguda ocorre quando ocorre uma insuficiência abrupta da ventilação. A insuficiência ventilatória pode ser causada por depressão do centro respiratório central devido à doença cerebral ou drogas, inabilidade de ventilar adequadamente devido a doença neuromuscular (como miastenia gravis, esclerose lateral amiotrófica, síndrome de Guillain-Barré, distrofia muscular) ou obstrução de vias aéreas relacionada a asma ou exacerbação de doença pulmonar obstrutiva crônica (DPOC).
Também pode ser causada por trauma cirúrgico. Por exemplo, em cirurgias videolaparoscópicas com uso de gás carbônico (CO2), o organismo acaba absorvendo parte do CO2, presente no peritônio. Em resultado disso, diminui o pH sanguíneo e eleva o nível de CO2. Isso pode ser observado num exame de gasometria colhida no intraoperatório, podendo ser corrigida pela manutenção dos parâmetros ventilatórios.

### Crônica
- Parada cardiopulmonar;
- Pneumotórax, hidrotórax;
- Distensão abdominal aguda;
- Hipertermia maligna
- ICC.

## Sinais e sintomas
- Dispneia e tosse
- Sudorese
- Lipotímia (ou desmaio)
- Cianose
- Arritmia
- Taquicardia
- Tremores
- Convulsões

## Diagnóstico
- Gasometria
- Raios X
- Eletrólitos séricos
- ECG (Eletrocardiograma bioquímico)

## Tratamento
Embora varie de acordo com a causa, deve-se melhorar a ventilação-perfusão e o apoio ventilatório, por exemplo, através da utilização de broncodilatadores e antibioticoterapia.